# Chủ nghĩa dân túy
Chủ nghĩa dân túy (tiếng Trung Quốc: 民粹主義, Hán-Việt: dân túy chủ nghĩa; tiếng Anh: populism) đề cập đến một loạt các lập trường chính trị nhấn mạnh ý tưởng về "nhân dân" và thường đặt nhóm này chống lại "giới tinh hoa". Thuật ngữ này được phát triển vào thế kỷ 19 và đã được áp dụng cho các chính trị gia, đảng phái và phong trào khác nhau kể từ thời điểm đó, mặc dù nó hiếm khi được các đối tượng này sử dụng để tự mô tả về mình. Trong khoa học chính trị và các ngành khoa học xã hội khác, một số định nghĩa khác nhau về chủ nghĩa dân túy đã được sử dụng, với một số học giả đề xuất rằng thuật ngữ này nên bị bác bỏ hoàn toàn.
Một khuôn khổ chung để giải thích chủ nghĩa dân túy được biết đến như cách tiếp cận xây dựng lý tưởng: cách này xác định chủ nghĩa dân túy là một hệ tư tưởng thể hiện "nhân dân" như một lực lượng tốt về mặt đạo đức và đối lập họ với "giới tinh hoa", những người được miêu tả là đồi bại và tư lợi. Những người theo chủ nghĩa dân túy có sự khác nhau về cách định nghĩa "nhân dân", nhưng nó có thể được dựa trên đường lối giai cấp, sắc tộc hoặc quốc gia. Những người theo chủ nghĩa dân túy thông thường thể hiện "giới tinh hoa" bao gồm về cơ sở chính trị, kinh tế, văn hóa và truyền thông, được mô tả như một thực thể đồng nhất và bị buộc tội đặt lợi ích riêng của họ và thường là lợi ích của các nhóm khác—chẳng hạn như các tập đoàn lớn, nước ngoài, hoặc người nhập cư—lên trên lợi ích của "nhân dân". Các đảng phái dân túy và các phong trào xã hội thường được lãnh đạo bởi những nhân vật có uy tín hoặc có ảnh hưởng lớn, những người tự cho mình là "tiếng nói của nhân dân". Theo cách tiếp cận xây dựng ý tưởng, chủ nghĩa dân túy thường được kết hợp với các hệ tư tưởng khác, chẳng hạn như chủ nghĩa dân tộc, chủ nghĩa tự do, hoặc chủ nghĩa xã hội. Do đó, những người theo chủ nghĩa dân túy có thể nằm trong các khu vực khác nhau dọc theo phổ chính trị cánh tả – cánh hữu, và tồn tại cả chủ nghĩa dân túy cánh tả và chủ nghĩa dân túy cánh hữu.
Các học giả khác trong các ngành khoa học xã hội đã định nghĩa thuật ngữ chủ nghĩa dân túy theo cách khác. Theo định nghĩa trung gian phổ biến được một số nhà nghiên cứu lịch sử Hoa Kỳ sử dụng, chủ nghĩa dân túy đề cập đến sự tham gia phổ thông (popular engagement) của dân chúng trong việc ra quyết định chính trị. Một cách tiếp cận được liên kết với nhà khoa học chính trị Ernesto Laclau trình bày chủ nghĩa dân túy như một lực lượng xã hội tự do, qua đó các nhóm yếu thế thách thức các cơ cấu quyền lực thống trị. Một số nhà kinh tế học đã sử dụng thuật ngữ này để chỉ các chính phủ dính líu vào chi tiêu công đáng kể được tài trợ bởi các khoản vay nước ngoài, dẫn đến siêu lạm phát và các biện pháp khẩn cấp. Trong diễn ngôn đại chúng—nơi thuật ngữ này thường được sử dụng với nghĩa miệt thị—nó đôi khi được sử dụng đồng nghĩa với chính sách mị dân, để mô tả các chính trị gia trình bày câu trả lời đơn giản thái quá cho các câu hỏi phức tạp theo hướng cảm tính cao hoặc với chủ nghĩa cơ hội, để mô tả các chính trị gia muốn làm hài lòng những cử tri mà không có sự cân nhắc hợp lý về hướng đi tốt nhất.
Thuật ngữ chủ nghĩa dân túy được sử dụng vào cuối thế kỷ 19 cùng với việc thúc đẩy dân chủ. Ở Hoa Kỳ, nó liên kết chặt chẽ với Đảng Nhân dân, trong khi ở Đế quốc Nga, nó được liên kết với phong trào chủ nghĩa nông nghiệp xã hội Narodnik. Trong những năm 1960, thuật ngữ này ngày càng trở nên phổ biến trong giới khoa học xã hội ở các nước phương Tây, và sau đó vào thế kỷ 20, nó được áp dụng cho các đảng chính trị khác nhau hoạt động trong các nền dân chủ tự do. Trong thế kỷ 21, thuật ngữ này ngày càng trở nên phổ biến trong diễn ngôn chính trị, đặc biệt là ở châu Mỹ và châu Âu, để mô tả một loạt các nhóm cánh tả, cánh hữu và ôn hoà thách thức các đảng đã thành lập trước đó.

## Từ nguyên và thuật ngữ
- Margaret Canovan phát biểu về cách sử dụng thuật ngữ chủ nghĩa dân túy, 1981
Cụm từ chủ nghĩa dân túy đã trở thành một thuật ngữ gây tranh cãi được sử dụng để chỉ nhiều phong trào và niềm tin đa dạng. Nhà khoa học chính trị Will Brett đã mô tả nó là "một ví dụ kinh điển về một khái niệm bị kéo dài, bị biến đổi hình thái do lạm dụng và sử dụng sai", trong khi nhà khoa học chính trị Paul Taggart đã nói về chủ nghĩa dân túy rằng nó là "một trong những khái niệm chính trị được sử dụng rộng rãi nhưng lại kém được hiểu biết bậc nhất của thời đại chúng ta".
Thuật ngữ này có nguồn gốc như một hình thức tự nhận, được sử dụng bởi các thành viên của Đảng Nhân dân hoạt động tại Hoa Kỳ vào cuối thế kỷ 19. Tại Đế quốc Nga trong cùng thời kỳ, một nhóm tự gọi mình là narodniki, thường được dịch sang tiếng Anh là "những người theo chủ nghĩa dân túy" (populist). Các phong trào của Nga và Mỹ khác nhau ở nhiều khía cạnh, và việc họ dùng chung một cái tên mang tính ngẫu nhiên. Vào những năm 1920, thuật ngữ này được du nhập vào tiếng Pháp, nơi nó được sử dụng để mô tả một nhóm các nhà văn bày tỏ sự đồng cảm với những người dân thường. Tiếp theo tới năm 2016, năm chứng kiến việc Donald Trump được bầu làm tổng thống Hoa Kỳ và việc Vương quốc Anh bỏ phiếu rời Liên minh châu Âu—cả hai sự kiện đều liên quan đến chủ nghĩa dân tuý—cụm từ chủ nghĩa dân túy trở thành một trong những thuật ngữ được các nhà bình luận chính trị quốc tế sử dụng rộng rãi nhất. Năm 2017, Từ điển Cambridge tuyên bố đây là từ ngữ của năm.
Mặc dù thuật ngữ này bắt đầu như một sự tự chỉ định, một phần của sự nhầm lẫn xung quanh nó bắt nguồn từ thực tế là cụm từ này hiếm khi được sử dụng theo nghĩa đó, với một số nhân vật chính trị công khai tự mô tả mình là "người theo chủ nghĩa dân túy". Theo ghi nhận của nhà khoa học chính trị Margaret Canovan, "không có phong trào dân túy quốc tế có ý thức nào có thể cố gắng kiểm soát hoặc hạn chế tham chiếu của thuật ngữ, và kết quả là những người từng sử dụng nó đã có thể gắn nó với nhiều loại ý nghĩa." Ở điểm này, nó khác với các thuật ngữ chính trị khác, như "chủ nghĩa xã hội" hay "chủ nghĩa bảo thủ", đã được sử dụng rộng rãi như một cách tự chỉ định bởi các cá nhân, mà sau đó đã trình bày các định nghĩa nội bộ của riêng họ về từ này. Thay vào đó, nó có những điểm tương đồng với các thuật ngữ như "cực tả", "cực hữu", hay "cực đoan", thường được sử dụng trong diễn ngôn chính trị nhưng hiếm khi là tự chỉ định.
Trong diễn ngôn đại chúng, thuật ngữ "chủ nghĩa dân túy" thường được dùng chung với các khái niệm khác như chủ nghĩa mị dân, và thường được trình bày như một thứ "đáng sợ và làm mất uy tín". Nó thường được áp dụng cho các phong trào được coi là nằm ngoài xu thế chính trị chủ đạo hoặc là mối đe dọa đối với nền dân chủ. Các nhà khoa học chính trị Yves Mény và Yves Surel lưu ý rằng "chủ nghĩa dân túy" đã trở thành "một khẩu hiệu, đặc biệt là trên các phương tiện truyền thông, để chỉ các phong trào chính trị hoặc xã hội mới thách thức các giá trị, quy tắc và thể chế cố hữu của chính thống dân chủ." Thông thường, thuật ngữ này thường được sử dụng để chống lại những chính trị gia khác, thường mang ý nghĩa xấu để làm mất uy tín của đối thủ. Một số người trong số những người đã nhiều lần bị gọi là "người theo chủ nghĩa dân túy" theo nghĩa miệt thị sau đó đã chấp nhận thuật ngữ này, trong khi tìm cách loại bỏ những hàm ý tiêu cực trong đó. Ví dụ, chính trị gia cực hữu người Pháp Jean-Marie Le Pen thường bị cáo buộc theo chủ nghĩa dân túy, và cuối cùng đã phản ứng bằng cách nói rằng "Chủ nghĩa dân túy chính xác là xem xét ý kiến của người dân. Mọi người, trong một nền dân chủ, có quyền đưa ra ý kiến không? Nếu như vậy, thì đúng, tôi là một người theo chủ nghĩa dân túy."  Tương tự, khi được thành lập vào năm 2003, Đảng Lao động Litva theo xu hướng trung tả đã tuyên bố: "chúng tôi đang và sẽ được gọi là những người theo chủ nghĩa dân túy."

### Sử dụng trong học thuật
Cho đến những năm 1950, việc sử dụng thuật ngữ chủ nghĩa dân túy vẫn bị hạn chế phần lớn trong khuôn khổ các nhà sử học nghiên cứu về Đảng Nhân dân, nhưng vào năm 1954, nhà xã hội học Hoa Kỳ Edward Shils đã xuất bản một bài báo đề xuất chủ nghĩa dân túy như một thuật ngữ để mô tả các xu hướng chống giới tinh hoa trong xã hội Hoa Kỳ một cách rộng rãi hơn. Tiếp theo bài viết của Shils, trong những năm 1960, thuật ngữ "chủ nghĩa dân túy" ngày càng trở nên phổ biến trong giới xã hội học và các học giả khác trong lĩnh vực khoa học xã hội. Năm 1967, một Hội nghị về Chủ nghĩa Dân túy (Conference on Populism) được tổ chức tại Trường Kinh tế London, trong đó những người tham gia không thống nhất được với nhau về một định nghĩa rõ ràng và duy nhất. Như một hệ quả của mối quan tâm học thuật này, một lĩnh vực học thuật được gọi là "nghiên cứu chủ nghĩa dân túy" ("populism studies") đã xuất hiện. Mối quan tâm đến chủ đề này tăng lên nhanh chóng: từ năm 1950 đến năm 1960, khoảng 160 ấn phẩm về chủ nghĩa dân túy đã xuất hiện, trong khi từ năm 1990 đến năm 2000, con số đó là hơn 1500. Từ 2000–2015, khoảng 95 bài báo và sách bao gồm thuật ngữ "chủ nghĩa dân túy" đã được Web of Science đưa vào danh mục mỗi năm. Trong năm 2016, con số này đã tăng lên tới 266 tác phẩm; năm 2017 là 488 và năm 2018 là 615. Taggart lập luận rằng mối quan tâm học thuật này không nhất quán nhưng xuất hiện trong các "đợt" nghiên cứu phản ánh các điều kiện chính trị của thời đại.

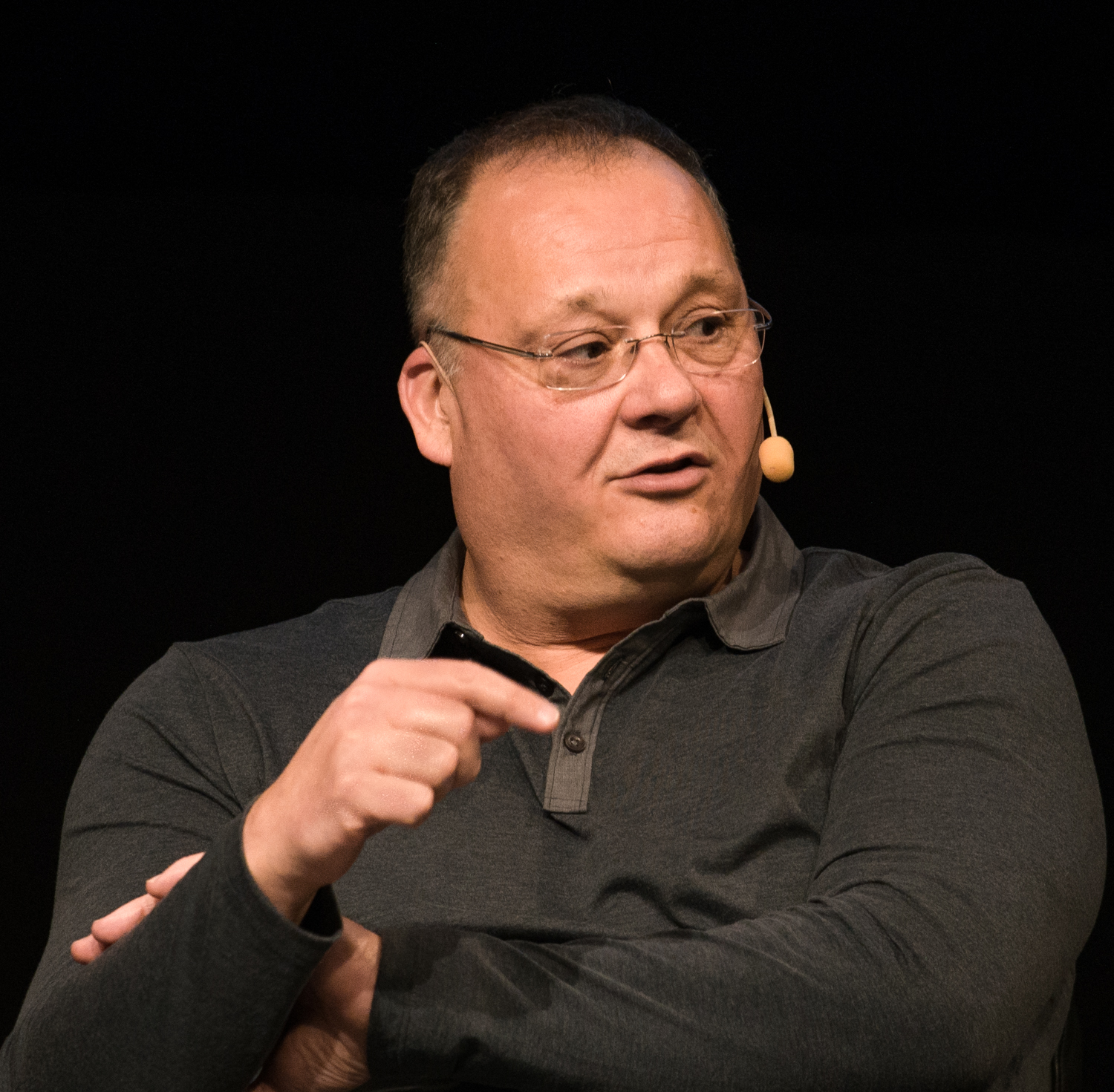
Nhà khoa học chính trị Hà Lan Cas Mudde nằm trong số những người tranh luận rằng các nhà khoa học chính trị nên sử dụng thuật ngữ chủ nghĩa dân túy bất chấp các vấn đề của nó.

Canovan lưu ý rằng "nếu khái niệm chủ nghĩa dân túy không tồn tại, sẽ không có nhà khoa học xã hội nào cố tình phát minh ra nó; thuật ngữ này quá mơ hồ cho điều đó (khái niệm về chủ nghĩa dân tuý)". Từ việc kiểm tra xem thuật ngữ "chủ nghĩa dân túy" đã được sử dụng như thế nào, bà đề xuất rằng có thể phân biệt được bảy loại chủ nghĩa dân túy khác nhau. Ba trong số này là các hình thức của "chủ nghĩa dân túy trọng nông" ("agrarian populism"); chúng bao gồm chủ nghĩa cấp tiến (radicalism) của tầng lớp chủ trang trại, các phong trào nông dân và chủ nghĩa xã hội nông nghiệp trí thức (intellectual agrarian socialism). Bốn hình thức khác là "chủ nghĩa dân túy chính trị" ("political populism"), đại diện cho chế độ độc tài dân túy (populist dictatorship), dân chủ dân túy (populist democracy), chủ nghĩa dân túy phản động (reactionary populism) và chủ nghĩa dân túy của các chính trị gia (politicians' populism). Bà lưu ý rằng đây là "các cấu trúc phân tích" và "các ví dụ thực tế có thể trùng lặp với một số loại", nói thêm rằng không có phong trào chính trị nào trùng khớp hoàn toàn với toàn bộ bảy loại trên. Theo cách này, Canovan đã quan niệm chủ nghĩa dân túy như một nhóm các khái niệm có liên quan hơn là một khái niệm đơn lẻ.
Sự nhầm lẫn xung quanh thuật ngữ này đã khiến một số học giả đề xuất rằng nên loại bỏ khái niệm trong giới học thuật. Ngược lại với quan điểm này, các nhà khoa học chính trị Cas Mudde và Cristóbal Rovira Kaltwasser tuyên bố rằng "trong khi sự thất vọng là điều dễ hiểu, thuật ngữ chủ nghĩa dân túy quá vượt trội đến mức các cuộc tranh luận về chính trị từ châu Âu đến châu Mỹ chỉ đơn giản là loại bỏ nó đi." Tương tự, Canovan lưu ý rằng thuật ngữ này "thực sự có ý nghĩa tương đối rõ ràng và kiên định trong một số lĩnh vực chuyên môn" và nó "cung cấp một gợi ý, tuy còn chưa đủ chắc chắn, đến một lĩnh vực kinh nghiệm chính trị và xã hội thú vị và chưa được khám phá rộng rãi". Các nhà khoa học chính trị Daniele Albertazzi và Duncan McDonnell nghĩ rằng "nếu được định nghĩa cẩn thận, thuật ngữ 'chủ nghĩa dân túy' có thể được sử dụng mang lại lợi ích để giúp chúng ta hiểu và giải thích một loạt các tác nhân chính trị". Nhà khoa học chính trị Ben Stanley lưu ý rằng "mặc dù ý nghĩa của thuật ngữ  được chứng minh là gây tranh cãi trong các tài liệu, nhưng sự tồn tại lâu dài mà nó tái diễn cho thấy sự tồn tại ít nhất của một điểm cốt lõi không thể loại bỏ: nghĩa là nó đề cập đến một mẫu ý tưởng riêng biệt." Nhà khoa học chính trị David Art lập luận rằng khái niệm chủ nghĩa dân túy tập hợp các hiện tượng khác biệt theo một cách không hữu ích, và cuối cùng làm mơ hồ và hợp pháp hóa các nhân vật được định nghĩa một cách toàn diện hơn là những người theo chủ nghĩa bản địa (nativist) và độc tài (authoritarian).
Mặc dù các định nghĩa học thuật về chủ nghĩa dân túy có khác nhau, nhưng hầu hết chúng đều tập trung vào ý tưởng rằng nó nên tham chiếu đến một dạng quan hệ nào đó giữa "nhân dân" và "giới tinh hoa", và nó kéo theo lập trường chống giới quyền uy (anti-establishment). Ngoài ra, các học giả khác nhau đã nhấn mạnh các đặc điểm khác nhau mà họ muốn sử dụng để định nghĩa chủ nghĩa dân túy. Những khác biệt này đã xảy ra cả trong các lĩnh vực học thuật cụ thể và giữa các lĩnh vực khác nhau, chẳng hạn như thay đổi giữa các học giả tập trung vào các khu vực khác nhau và các giai đoạn lịch sử khác nhau.

### Thông tục
Duden giải thích thuật ngữ này là chính sách của kẻ cơ hội tìm cách giành được lòng tin của quần chúng. Trong ngôn ngữ hàng ngày, đây là một thuật ngữ được dùng để chỉ trích đảng phái nào đó hoặc một vài chính trị gia nào đó. Đặc biệt là ở châu Âu thuật ngữ này được sử dụng để chỉ trích các đối thủ chính trị thao tác và lợi dụng người dân cho mục đích riêng của họ. Họ bị buộc tội muốn giành phiếu của cử tri với những lời hứa trống rỗng, hoặc không thực tế, và bị cho là chỉ vì quyền lực, thiếu trách nhiệm đối với tương lai chính trị của đất nước, thiếu tính bền vững cho các mục tiêu chính trị và thiếu các giải pháp cho những vấn đề hiện tại.
Những chính trị gia bị cho là theo chủ nghĩa dân túy, ngược lại nhấn mạnh họ gần gũi dân chúng trái hẳn với giới có quyền lực, và chỉ trích đối thủ của họ, là không nhận thấy được vấn đề, hành động không dân chủ và chỉ chú trọng đến lợi ích của giới "tinh hoa".

### Xã hội học
Trong các ngành khoa học xã hội, có ba phương pháp cơ bản để hiểu về chủ nghĩa chính trị dân túy: hiểu nó với tư cách là một ý thức hệ ("mỏng"); hiểu nó với tư cách là một chiến lược;và hiểu nó với tư cách là một phong cách; hoặc hiểu nó với tư cách là tổng hợp cả ba yếu tố trên.
Bách khoa toàn thư của Dân chủ (Encyclopedia of Democracy) Khái niệm chủ nghĩa dân túy được định nghĩa như sau: "Một phong trào chính trị nhấn mạnh lợi ích, đặc điểm văn hóa và tình cảm tự phát của những người dân bình thường, trái ngược với những người thuộc tầng lớp đặc quyền. Để hợp pháp hóa chính mình, các phong trào dân túy thường nói chuyện trực tiếp về ý muốn số đông - thông qua các cuộc họp đại chúng, trưng cầu dân ý hoặc các hình thức dân chủ trực tiếp - Mà không cần quan tâm nhiều đến việc phân chia quyền hạn, quyền lợi của thiểu số. " 

## Định nghĩa xây dựng lý tưởng
- Định nghĩa xây dựng lý tưởng của chủ nghĩa dân túy được sử dụng bởi Mudde và Rovira Kaltwasser
Một cách tiếp cận phổ biến để định nghĩa về chủ nghĩa dân túy được gọi là cách tiếp cận xây dựng lý tưởng. Cách này nhấn mạnh quan điểm rằng chủ nghĩa dân túy nên được định nghĩa theo những ý tưởng cụ thể làm nền tảng cho nó, trái ngược với một số chính sách kinh tế hoặc phong cách lãnh đạo mà các chính trị gia theo chủ nghĩa dân túy có thể thể hiện. Trong định nghĩa này, thuật ngữ chủ nghĩa dân túy được áp dụng cho các nhóm chính trị và cá nhân đưa ra lời kêu gọi đối với "nhân dân" và sau đó đối chiếu nhóm này với "giới tinh hoa".
Áp dụng cách tiếp cận này, Albertazzi và McDonnell định nghĩa chủ nghĩa dân túy là một hệ tư tưởng "đào thải những người có đạo đức và thuần nhất chống lại một nhóm tinh hoa và 'những kẻ nguy hiểm khác', những người cùng được miêu tả là tước đoạt (hoặc cố gắng tước đoạt) các quyền, giá trị, sự thịnh vượng, bản sắc và tiếng nói của những người có toàn quyền."

## Chủ nghĩa dân túy cánh tả

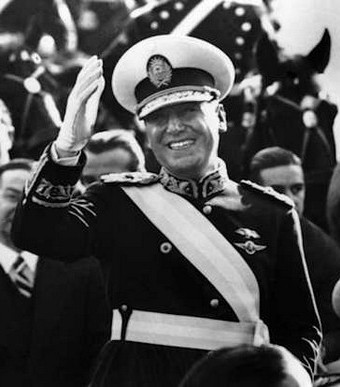
Chủ nghĩa peronism của Tổng thống Argentina Juan Perón đã được coi là một phong trào dân túy.

Chủ nghĩa dân túy cánh tả, còn gọi là chủ nghĩa dân túy xã hội hay chủ nghĩa dân túy tự do là hệ tư tưởng chính trị kết hợp chính trị cánh tả và các luận điểm của chủ nghĩa dân túy. Những người theo chủ nghĩa dân túy cánh tả thường quan tâm đến bình đẳng xã hội, tự do kinh tế và xã hội chủ nghĩa. Tuy vậy, xã hội chủ nghĩa đóng vai trò thấp trong hệ tư tưởng này. Chủ nghĩa dân túy cánh tả có thể được coi như một dạng của chủ nghĩa xã hội dân chủ hay chủ nghĩa tự do. Đối lập chủ nghĩa dân túy cánh tả là chủ nghĩa dân túy cánh hữu.

### Chủ nghĩa dân túy ở Nga
Đây là trào lưu tư tưởng xã hội theo Chủ nghĩa xã hội không tưởng mang tính nông dân của tầng lớp thanh niên trí thức Nga, xuất hiện ở Nga cuối thế kỉ 19. Những người sáng lập là Ghecxen (A. I. Gercen), Checnưsepxki (N. G. Chernyshevskij). Trong những năm 1870, những nhà tư tưởng tiêu biểu nhất của CNDT là Bakunin (M. A. Bakunin), Laprôp (P. L. Lavrov), Mikhailôpxki (N. K. Mikhajlovskij).
Đặc trưng của chủ nghĩa dân túy này là tư tưởng dân chủ nông dân, mơ ước chủ nghĩa xã hội với hi vọng bỏ qua chủ nghĩa tư bản, cho rằng có thể tiến lên chủ nghĩa xã hội bằng hình thức công xã nông thôn, cho giai cấp nông dân (do trí thức lãnh đạo) là động lực chính của cách mạng. Những năm 70, 80 thế kỉ 19, chủ nghĩa dân túy có vai trò tích cực chống Nga hoàng. Nhưng về sau, Chủ nghĩa dân túy đã trở thành một trở ngại cho việc truyền bá chủ nghĩa Mác vào nước Nga.

## Chủ nghĩa dân túy cánh hữu
Chủ nghĩa dân túy cánh hữu, hay còn gọi là chủ nghĩa dân tộc cánh hữu hay chủ nghĩa dân túy bảo thủ kết hợp chính trị cánh hữu và chủ nghĩa dân túy. Chủ nghĩa dân túy cánh hữu được coi là một phần của chủ nghĩa phát xít hay chủ nghĩa bảo thủ. Những người dân túy cánh hữu thường tự tuyên bố mình đứng về phía người dân và chống 
giai cấp ưu tú.

## Liên kết
- Populism and Neo-populism in Latin America, especially Mexico
- The Return of Populism
- Right-Wing populist resources
- Study of populism that discusses Canovan
- Official site of Seattle's Poet Populist contest Lưu trữ ngày 14 tháng 5 năm 2011 tại Wayback Machine
- 2007 University of Michigan 7th annual Dewey lecture, on populism as a politics of civic agency and popular empowerment Lưu trữ ngày 28 tháng 9 năm 2008 tại Wayback Machine
- Populist themes in 2008 US elections
- Mainstream Populist Democrats
- American Populist Party